# Estádio Nacional de Lusail
O Estádio Nacional de Lusail, ou Estádio Icônico de Lusail (em árabe: ملعب لوسيل الدولي; Lusail Iconic Stadium em inglês) é um estádio de futebol localizado em Lusail no Catar, inaugurado em 22 de novembro de 2022.
O Estádio de Lusail é propriedade da Associação de Futebol do Catar, é o maior estádio do país e dos oito estádios escolhidos para sediar a Copa do Mundo FIFA de 2022, recebendo dez partidas do torneio, dentre elas a final.

## Construção
O processo para construção do estádio iniciou em 2014, sendo vencido pelo consórcio composto pela HBK Constructing (HBK) e China Railway Construction Corporation (CRCC).
O estádio foi desenhado pela firma britânica Foster + Partners, para uma capacidade de 88.966 assentos. Como os demais estádios para a Copa do Mundo de 2022, o Estádio Nacional de Lusail será climatizado utilizando energia solar e tendo pegada de carbono zero.
A construção foi iniciada em 11 de abril de 2017, com o fim previsto para 2020, acabou sendo adiado juntamente com os três amistosos que aconteceriam até a Copa do Mundo de 2022, torneio que terá dez jogos no estádio.
Após a Copa do Mundo, prevê-se uma reconfiguração para 20.000 lugares. O excesso de assentos será removido e as partes liberadas serão ocupadas por espaços comunitários com lojas, cafés, academias, instalações educacionais e uma clínica médica.

## Copa do Mundo de 2022
O estádio sediou 10 jogos da competição, entre eles a final.
| Data           | Hora (UTC+3) | 1ª equipe      | Placar        | 2ª equipe      | Fase             | Público |
| -------------- | ------------ | -------------- | ------------- | -------------- | ---------------- | ------- |
| 22 de novembro | 13:00        | Argentina      | 1 – 2         | Arábia Saudita | Grupo C          | 88.012  |
| 24 de novembro | 22:00        | Brasil         | 2 – 0         | Sérvia         | Grupo G          | 88.103  |
| 26 de novembro | 22:00        | Argentina      | 2 – 0         | México         | Grupo C          | 88.966  |
| 28 de novembro | 22:00        | Portugal       | 2 – 0         | Uruguai        | Grupo H          | 88.668  |
| 30 de novembro | 22:00        | Arábia Saudita | 1 – 2         | México         | Grupo C          | 84.985  |
| 2 de dezembro  | 22:00        | Camarões       | 1 – 0         | Brasil         | Grupo G          | 85.986  |
| 6 de dezembro  | 22:00        | Portugal       | 6 – 1         | Suíça          | Oitavas de final | 83.720  |
| 9 de dezembro  | 22:00        | Países Baixos  | 2 (3) – (4) 2 | Argentina      | Quartas de final | 88.235  |
| 13 de dezembro | 22:00        | Argentina      | 3 – 0         | Croácia        | Semifinal        | 88.966  |
| 18 de dezembro | 18:00        | Argentina      | 3 (4) – (2) 3 | França         | Final            | 88.966  |